# Lista de prefeitos de Embaúba
Esta é a lista de prefeitos e vice-prefeitos do município de Embaúba, do estado brasileiro de São Paulo.

## Histórico do município
Nasceu como povoado chamado de Vila Coelho, em homenagem ao seu fundador Balbino Rodrigues Coelho, do qual empresta o nome para a rua principal da cidade. Pouco tempo depois, o seu nome foi mudado para Vila Albuquerque, em homenagem ao prefeito de Jaboticabal, Bento Vieira Albuquerque, no ano de 1912.
Com o seu contínuo crescimento, o povoado de Albuquerque foi elevado à categoria de Vila, pelo Decreto-Lei municipal nº 6.607, de 16 de abril de 1934. No ano seguinte, pelo Decreto Lei Estadual nº 6.997, de 7 de março de 1935, passou a ser Distrito de Pirangi, do qual era Comarca de Jaboticabal. Pelo Decreto-Lei nº 9.775 de 30 de novembro de 1938, Vila Albuquerque deixa de ser Distrito de Pirangi, e passa a ser Distrito de Cajobi. Pelo Decreto-Lei Estadual nº 14.338, de 30 de novembro de 1944, Vila Albuquerque muda o seu nome, passando a ser conhecida por Embaúba.
O município foi desmembrado da Cajobi, através de um plebiscito realizado em 5 de novembro de 1989, e a sua criação aconteceu em 9 de janeiro de 1990 pela Lei nº 6.645.
| Nº | Nome                                    | Partido  | Vice-prefeito                                 | Início do mandato      | Fim do mandato         | Observações                                                                          |
| 1  | Edgard Alexandre                        | PMDB     | Luiz Finoto Neto                              | 1º de janeiro de 1993  | 31 de dezembro de 1996 | Prefeito e vice eleitos em sufrágio universal                                        |
| 2  | Luiz Finoto Neto                        | PSDB     |                                               | 1º de janeiro de 1997  | 31 de dezembro de 2000 | Prefeito eleito                                                                      |
| 3  | Edgard Alexandre                        | PMDB     | Cionéia Denise Rocha Soares                   | 1º de janeiro de 2001  | 12 de julho de 2003    | Prefeito e vice eleitos em sufrágio universal cujo titular faleceu durante o mandato |
| 4  | Cionéia Denise Rocha Soares             | PPB      | —                                             | 12 de julho de 2003    | 31 de dezembro de 2004 | Vice-prefeita eleita no cargo de titular                                             |
| 5  | Luiz Finoto Neto, Mineiro               | PSDB     | Nercílio Pinheiro da Silva (PSDB)             | 1º de janeiro de 2005  | 31 de dezembro de 2008 | Prefeito e vice eleitos em sufrágio universal                                        |
| 6  | Jesus Natalino Peres, Zui               | DEM      | Paulo Rogério Bruneli, Paulinho Bruneli (PSB) | 1º de janeiro de 2009  | 13 de dezembro de 2012 | Prefeito e vice eleitos em sufrágio universal cujo titular faleceu durante o mandato |
| 7  | Paulo Rogério Bruneli, Paulinho Bruneli | PSB      | —                                             | 14 de dezembro de 2012 | 31 de dezembro de 2012 | Vice-prefeito eleito no cargo de titular                                             |
| 7  | Paulo Rogério Bruneli, Paulinho Bruneli | PSB      | —                                             | 1º de janeiro de 2013  | 31 de dezembro de 2016 | Prefeito eleito em sufrágio universal                                                |
| 8  | Rogério Cleber Péres, Rogério do Zui    | PRP/ DEM | Marcelo Ribeiro Alexandre (PEN)               | 1º de janeiro de 2017  | 31 de dezembro de 2020 | Prefeito e vice eleitos em sufrágio universal                                        |
| 9  | Nercílio Pinheiro da Silva              | PSDB     | Eliana Rogéria de Almeida Brunelli (PTB)      | 1° de janeiro de 2021  | 31 de dezembro de 2024 | Prefeito e vice eleitos em sufrágio universal                                        |
| 9  | Nercílio Pinheiro da Silva              | REP      | Rafael Soares, Rafael da Farmácia (PSD)       | 1° de janeiro de 2025  | Atualidade             | Prefeito reeleito e vice eleito em sufrágio universal                                |